# Frapelle
Frapelle est une commune française située dans le département des Vosges, en région Grand Est.

## Géographie

### Localisation
| La Petite-Fosse     | Le Beulay | Lusse      |
| Nayemont-les-Fosses | Frapelle  | Lesseux    |
| Neuvillers-sur-Fave |           | Combrimont |

Les localités les plus proches (moins de 3 km) sont Le Beulay, Lesseux, Combrimont, Provenchères-sur-Fave, Neuvillers-sur-Fave et Bertrimoutier.

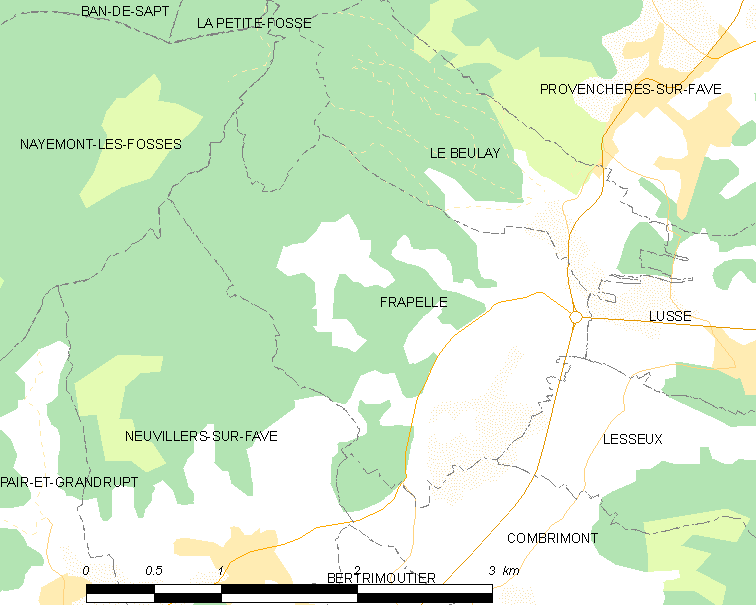
Situation géographique de Frapelle.

### Hydrographie et les eaux souterraines
Hydrogéologie et climatologie : Système d’information pour la gestion des eaux souterraines du bassin Rhin-Meuse :
Territoire communal : Occupation du sol (Corinne Land Cover); Cours d'eau (BD Carthage),
Géologie : Carte géologique; Coupes géologiques et techniques,
 Hydrogéologie : Masses d'eau souterraine; BD Lisa; Cartes piézométriques.
La commune est située dans le bassin versant du Rhin au sein du bassin Rhin-Meuse. Elle est drainée par la Fave, le ruisseau le Bleu, la goutte Morel, le ruisseau de Combrimont, le ruisseau de Frapelle et le ruisseau la Grande Goutte,.
La Fave, d'une longueur totale de 22,2 km, prend sa source dans la commune de Lubine et se jette dans la Meurthe à Saint-Dié-des-Vosges, après avoir traversé onze communes.

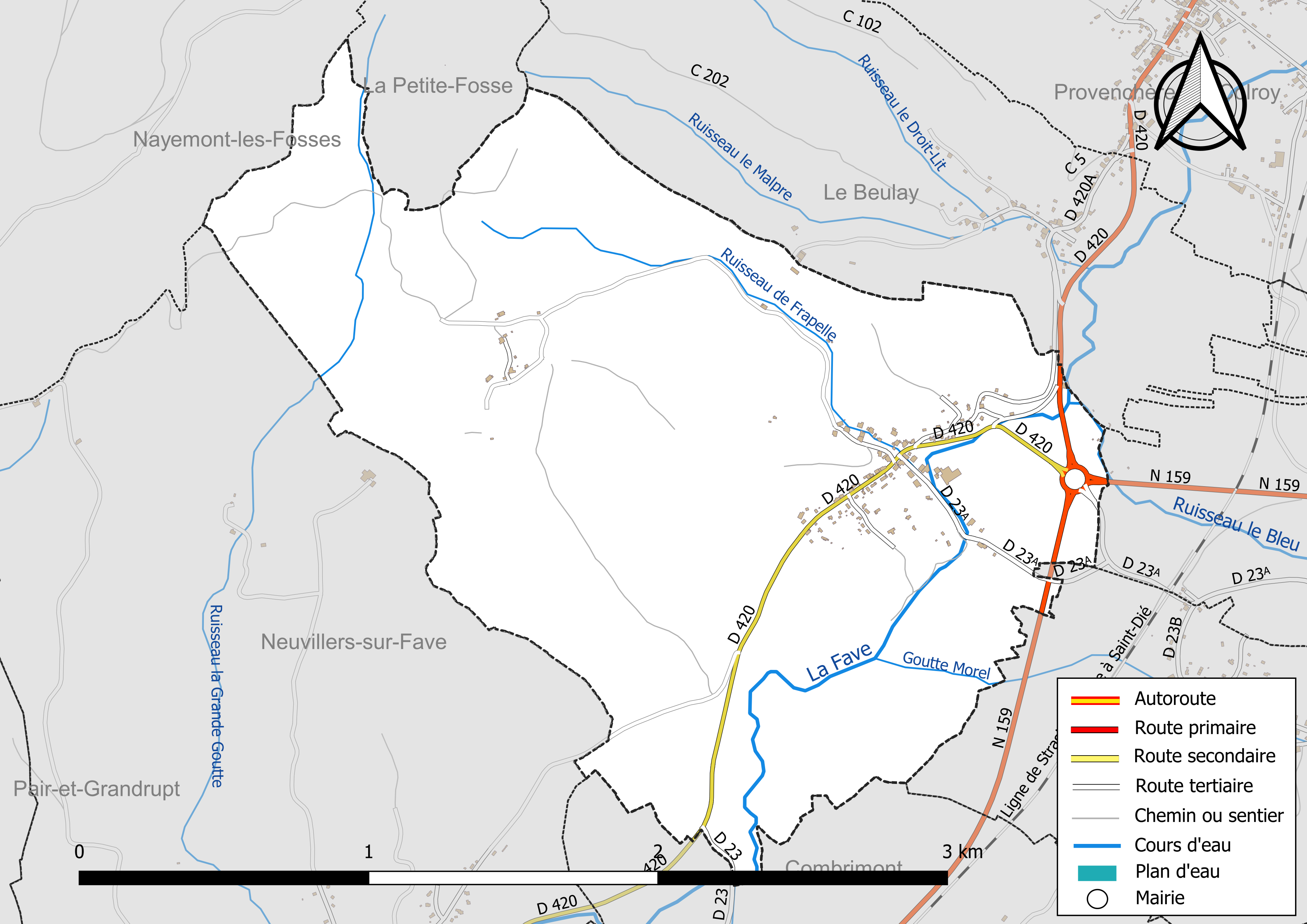
Réseaux hydrographique et routier de Frapelle.

La qualité des eaux de baignade et des cours d’eau peut être consultée sur un site dédié géré par les agences de l’eau et l’Agence française pour la biodiversité.

### Géologie et relief

#### Sismicité
Commune située dans une zone 3 de sismicité modérée.

### Climat
Pour des articles plus généraux, voir Climat du Grand Est et Climat des Vosges.
En 2010, le climat de la commune est de type climat de montagne, selon une étude du Centre national de la recherche scientifique s'appuyant sur une série de données couvrant la période 1971-2000. En 2020, Météo-France publie une typologie des climats de la France métropolitaine dans laquelle la commune est exposée à un climat semi-continental et est dans la région climatique  Vosges, caractérisée par une pluviométrie très élevée (1 500 à 2 000 mm/an) en toutes saisons et un hiver rude (moins de 1 °C). 
Pour la période 1971-2000, la température annuelle moyenne est de 9,5 °C, avec une amplitude thermique annuelle de 17,1 °C. Le cumul annuel moyen de précipitations est de 1 193 mm, avec 12,3 jours de précipitations en janvier et 10,4 jours en juillet. Pour la période 1991-2020, la température moyenne annuelle observée sur la station météorologique de Météo-France la plus proche, « Ban-de-Sapt », sur la commune de Ban-de-Sapt à 7 km à vol d'oiseau, est de 10,3 °C et le cumul annuel moyen de précipitations est de 1 027,3 mm. 
La température maximale relevée sur cette station est de 36,9 °C, atteinte le 7 août 2015 ; la température minimale est de −17 °C, atteinte le 19 décembre 2009,,. 
Les paramètres climatiques de la commune ont été estimés pour le milieu du siècle (2041-2070) selon différents scénarios d'émission de gaz à effet de serre à partir des nouvelles projections climatiques de référence DRIAS-2020. Ils sont consultables sur un site dédié publié par Météo-France en novembre 2022.

## Urbanisme

### Typologie
Au 1er janvier 2024, Frapelle est catégorisée commune rurale à habitat dispersé, selon la nouvelle grille communale de densité à sept niveaux définie par l'Insee en 2022.
Elle est située hors unité urbaine. Par ailleurs la commune fait partie de l'aire d'attraction de Saint-Dié-des-Vosges, dont elle est une commune de la couronne,. Cette aire, qui regroupe 47 communes, est catégorisée dans les aires de 50 000 à moins de 200 000 habitants,.

### Occupation des sols
L'occupation des sols de la commune, telle qu'elle ressort de la base de données européenne d’occupation biophysique des sols Corine Land Cover (CLC), est marquée par l'importance des forêts et milieux semi-naturels (51,8 % en 2018), une proportion identique à celle de 1990 (51,8 %). La répartition détaillée en 2018 est la suivante : 
forêts (51,8 %), prairies (30,3 %), zones agricoles hétérogènes (17,9 %). L'évolution de l’occupation des sols de la commune et de ses infrastructures peut être observée sur les différentes représentations cartographiques du territoire : la carte de Cassini (XVIIIe siècle), la carte d'état-major (1820-1866) et les cartes ou photos aériennes de l'IGN pour la période actuelle (1950 à aujourd'hui).

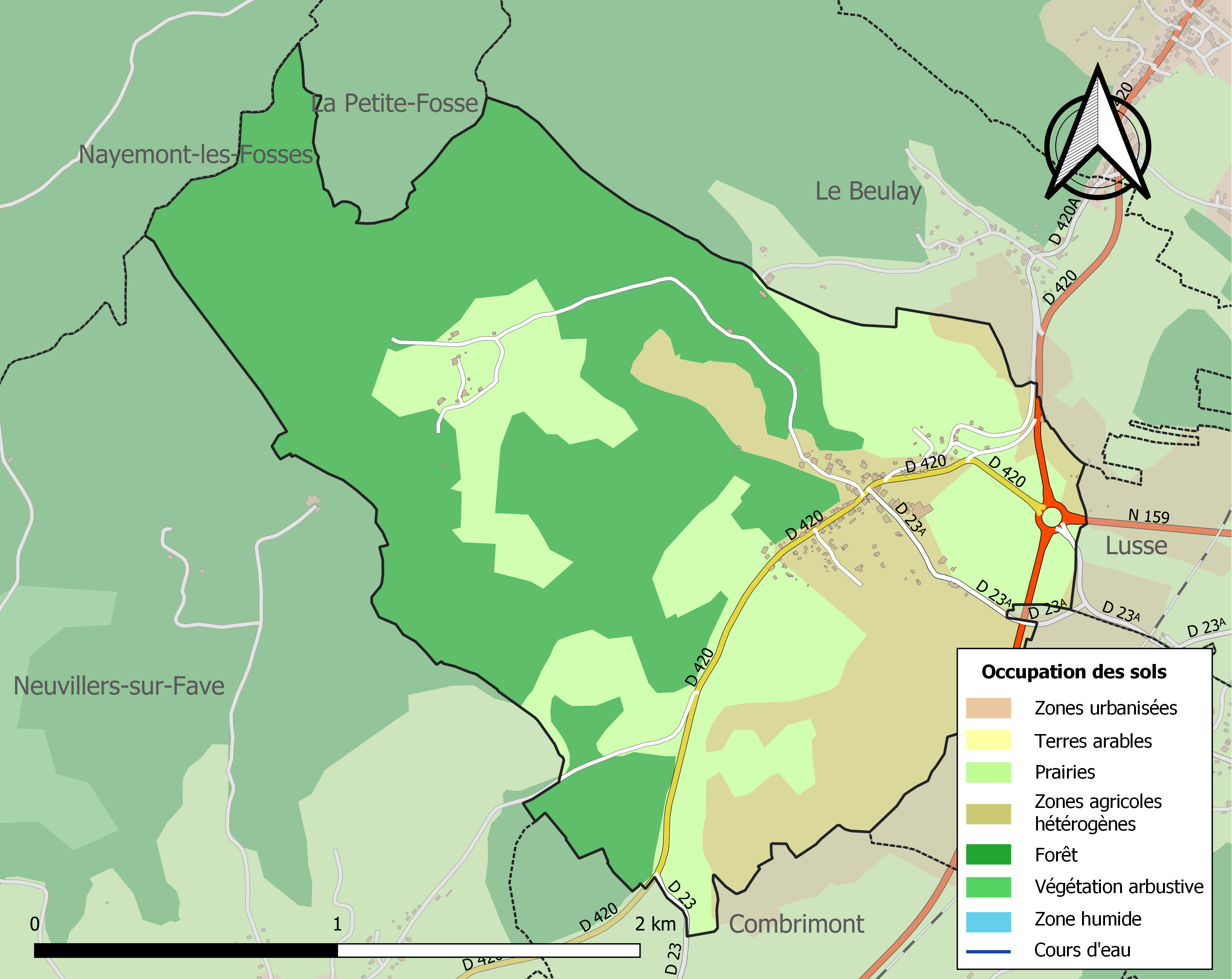
Carte des infrastructures et de l'occupation des sols de la commune en 2018 (CLC).
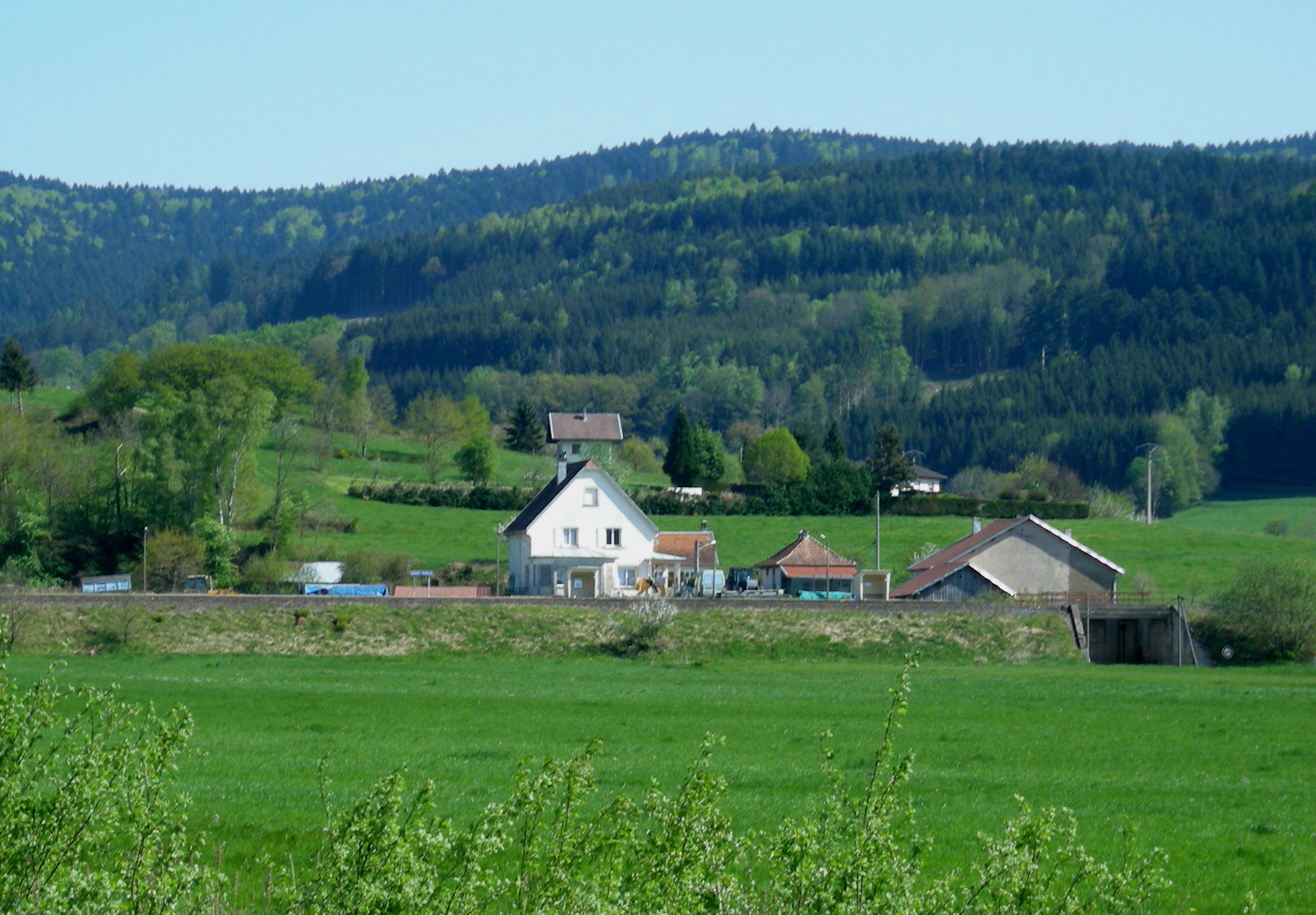
Gare de Lesseux - Frapelle.

### Voies de communications et transports

#### Voies routières
La commune est à 2,1 km de Lesseux, 3,3 de Lusse, 8,2 de Saales et 10,7 de Saint-Dié-des-Vosges.

#### Transports en commun
- Fluo Grand Est.

#### Lignes SNCF

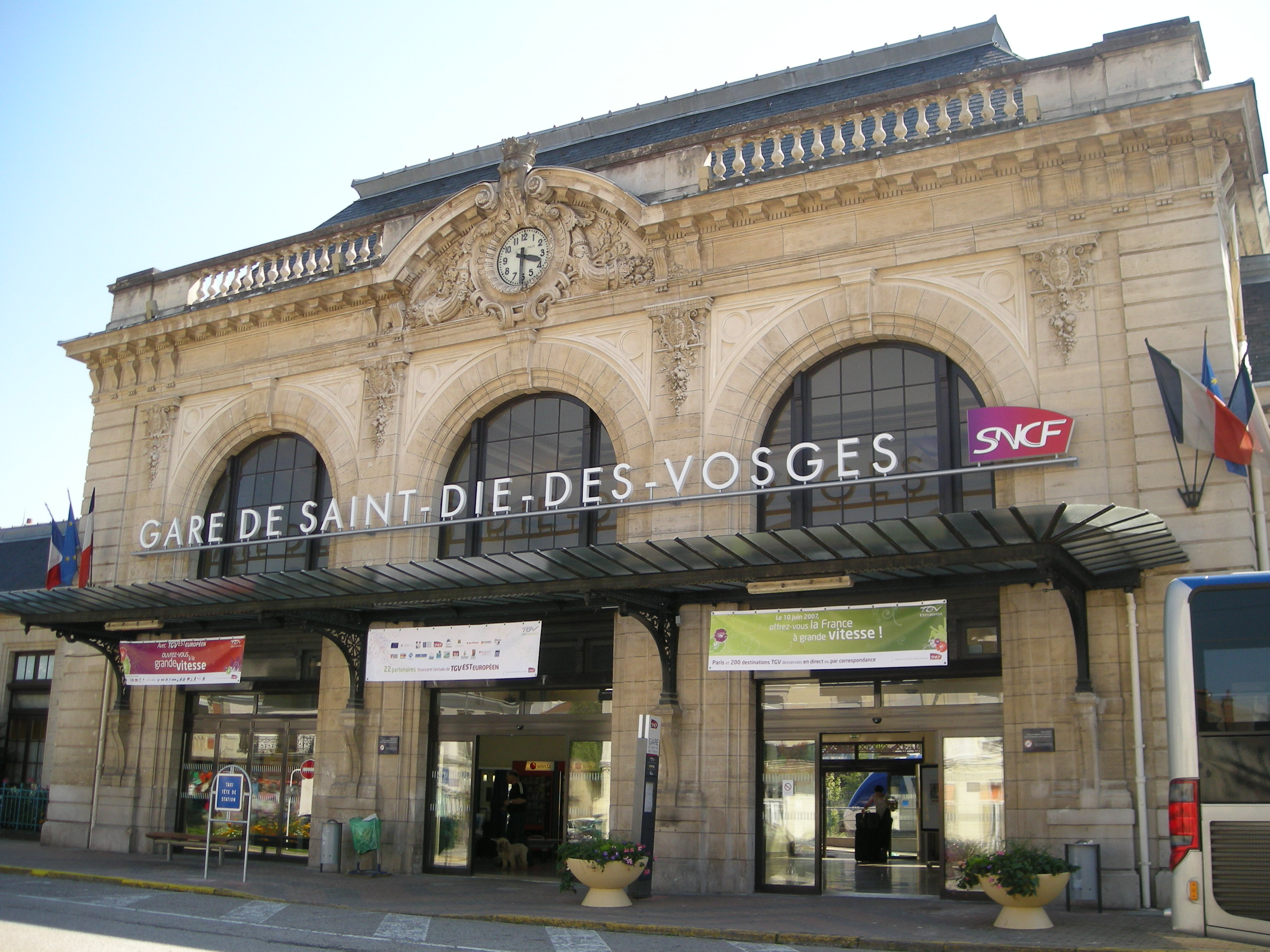
Gare de Saint-Dié-des-Vosges.

- Gare de Raves - Ban-de-Laveline.
- Gare de Colroy - Lubine.
- Gare de Saales.
- Gare de Saint-Dié-des-Vosges

#### Transports aériens
- Aéroport de Colmar - Houssen.
- Aéroport de Strasbourg-Entzheim.

## Toponymie
Le nom de la localité est attesté sous les formes Fraipelle (XIIIe siècle) ; Frapelle (1339) ; Frapeile, Fraipeile, Fraippeille (1343) ; Frapeille (1348) ; Frappelle (XIVe siècle) ; Frapel, Frapé (1709) ; Frappel (1751).

Peut-être de l'oïl frape, froppe « frette », et du suffixe diminutif -ette, pour désigner la forme du village, de l’ancien français fraite, frette « [ligne] brisée », frete « losange »). En vieux français le mot frape signifiait « coup » et frapaille les « gens qu'on brutalise et sans défense ».
Étymologie.

## Histoire

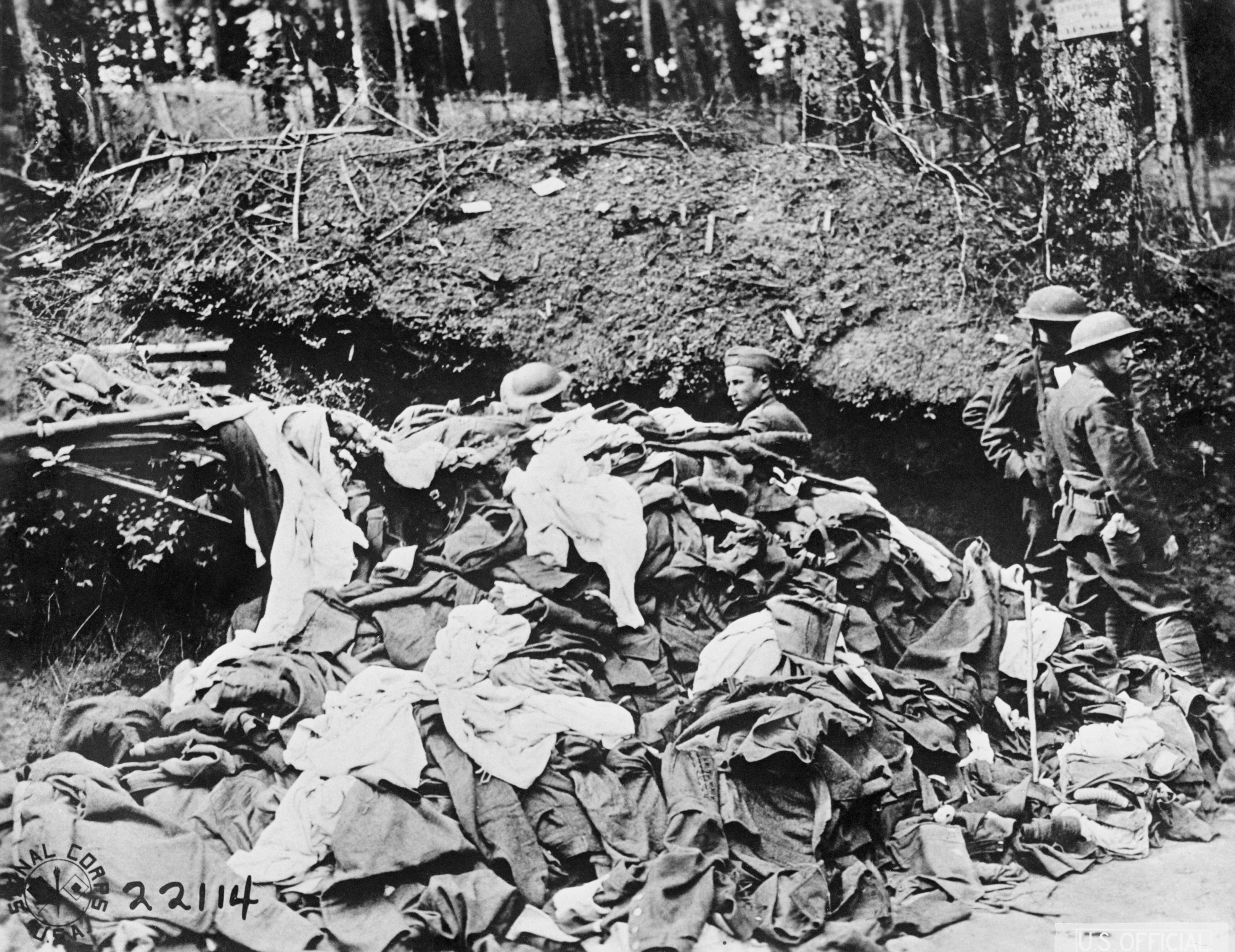
Le champ de bataille le 20 août 1918.

La moitié des communes de Frapelle et de Vanifosse fut vendue le 16 juin 1483 par Isabelle de Vendières à Jean Lud.
le 7 novembre 1471. En 1596, le chapitre de Saint-Dié était seigneur de Frapelle pour les trois quarts, l’autre quart appartenant au sieur Barbey.
Ce village était situé sur la ligne de front pendant la Première Guerre mondiale.
Frapelle fut la première opération offensive entreprise par la 5ème Division Américaine le 17 août 1918, des troupes américaines sur le front des Vosges,.
La commune a été décorée le 30 août 1920 de la croix de guerre 1914-1918.

## Politique et administration

### Budget et fiscalité 2023

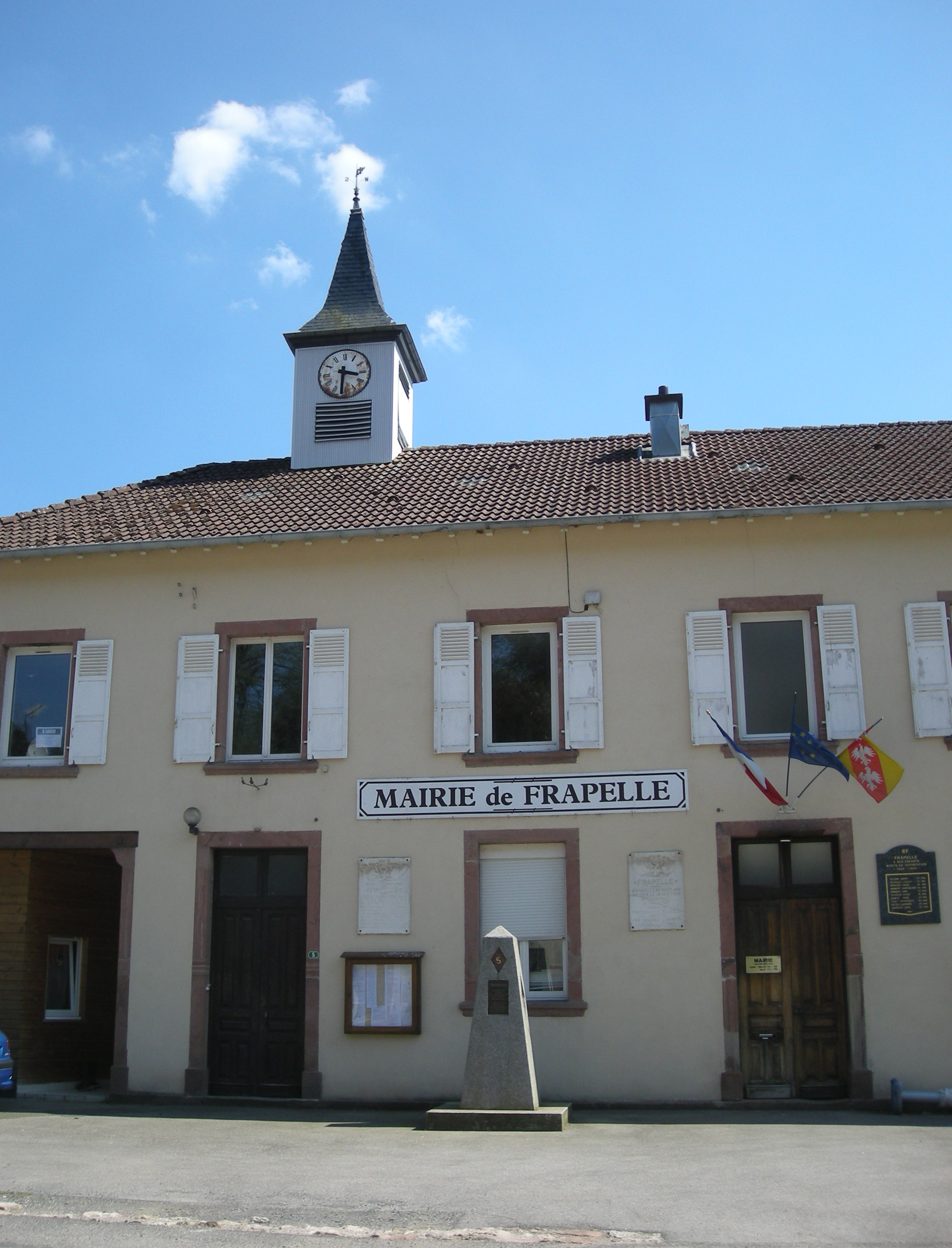
Mairie et monument aux morts.

En 2023, le budget de la commune était constitué ainsi :
- total des produits de fonctionnement : 172 000 €, soit 833 € par habitant ;
- total des charges de fonctionnement : 160 000 €, soit 771 € par habitant ;
- total des ressources d'investissement : 46 000 €, soit 224 € par habitant ;
- total des emplois d'investissement : 38 000 €, soit 184 € par habitant ;
- endettement : 152 000 €, soit 734 € par habitant.

Avec les taux de fiscalité suivants :
- taxe d'habitation : 19,86 % ;
- taxe foncière sur les propriétés bâties : 36,63 % ;
- taxe foncière sur les propriétés non bâties : 21,66 % ;
- taxe additionnelle à la taxe foncière sur les propriétés non bâties : 0,00 % ;
- cotisation foncière des entreprises : 0,00 %.

Chiffres clés Revenus et pauvreté des ménages en 2021 : médiane en 2021 du revenu disponible, par unité de consommation : 21 510 €.

### Liste des maires
| Période                                  | Période                 | Identité                      | Étiquette | Qualité                                                                                         |
| ---------------------------------------- | ----------------------- | ----------------------------- | --------- | ----------------------------------------------------------------------------------------------- |
| Les données manquantes sont à compléter. |                         |                               |           |                                                                                                 |
| mars 1971                                | mars 1983               | Michel Grandidier (1929-2011) |           | Agriculteur                                                                                     |
| mars 1983                                | mars 1995               | Jean Grandidier (1928-2020)   |           | Retraité EDF                                                                                    |
| mars 1995                                | mars 2020               | Marcel Doerler                |           |                                                                                                 |
| mars 2020                                | En cours (au juin 2021) | Charline Prince               |           | Chargé de clientèle Banque - Conseillère régionale, suppléante du député App.LREM David Valence |

## Population et société

### Démographie

#### Évolution démographique
L'évolution du nombre d'habitants est connue à travers les recensements de la population effectués dans la commune depuis 1793. Pour les communes de moins de 10 000 habitants, une enquête de recensement portant sur toute la population est réalisée tous les cinq ans, les populations de référence des années intermédiaires étant quant à elles estimées par interpolation ou extrapolation. Pour la commune, le premier recensement exhaustif entrant dans le cadre du nouveau dispositif a été réalisé en 2005.

En 2022, la commune comptait 199 habitants, en évolution de +3,11 % par rapport à 2016 (Vosges : −2,96 %, France hors Mayotte : +2,11 %).
| 1793 | 1800 | 1806 | 1821 | 1831 | 1836 | 1841 | 1846 | 1856 |
| ---- | ---- | ---- | ---- | ---- | ---- | ---- | ---- | ---- |
| 275  | 296  | 276  | 298  | 251  | 263  | 279  | 282  | 283  |

| 1861 | 1866 | 1876 | 1881 | 1886 | 1891 | 1896 | 1901 | 1906 |
| ---- | ---- | ---- | ---- | ---- | ---- | ---- | ---- | ---- |
| 276  | 285  | 290  | 278  | 264  | 237  | 238  | 221  | 207  |

| 1911 | 1921 | 1926 | 1931 | 1936 | 1946 | 1954 | 1962 | 1968 |
| ---- | ---- | ---- | ---- | ---- | ---- | ---- | ---- | ---- |
| 213  | 164  | 182  | 199  | 191  | 176  | 159  | 162  | 183  |

| 1975 | 1982 | 1990 | 1999 | 2005 | 2006 | 2010 | 2015 | 2020 |
| ---- | ---- | ---- | ---- | ---- | ---- | ---- | ---- | ---- |
| 183  | 203  | 231  | 209  | 223  | 215  | 221  | 198  | 198  |

| 2022 | - | - | - | - | - | - | - | - |
| ---- | - | - | - | - | - | - | - | - |
| 199  | - | - | - | - | - | - | - | - |

### Enseignement
Établissements d'enseignements : 
- Écoles maternelles et primaires à Provenchères-et-Colroy, Raves, Lusse, Nayemont-les-Fosses, Coinches, Remomeix.
- Collèges à Provenchères-et-Colroy, Saint-Dié-des-Vosges.
- Lycées à Saint-Dié-des-Vosges.

### Santé
Professionnels et établissements de santé : 
- Médecins à Le Beulay, Provenchères-sur-Fave, Ban-de-Laveline, Saales, Sainte-Marie-aux-Mines.
- Pharmacies à Provenchères-sur-Fave, Ban-de-Laveline, Saales, Sainte-Marie-aux-Mines.
- Hôpitaux à Sainte-Marie-aux-Mines, Senones, Fraize, Le Bonhomme.

### Cultes
- Culte catholique, Paroisse La-Sainte-Trinité[34], Diocèse de Saint-Dié.

## Économie

### Entreprises et commerces

#### Agriculture
- Culture de légumes, de melons, de racines et de tubercules.
- Culture de légumes, de melons, de racines et de tubercules.
- Sylviculture et autres activités forestières.
- Élevage de vaches laitières.
- Élevage d'autres bovins et de buffles.

#### Tourisme
- Hébergements et restauration à Provenchères-sur-Fave, La Croix-aux-Mines, Denipaire, Senones, Belval.
- Restauration de type rapide à Frapelle.

#### Commerces
- Commerces et services de proximité.

## Culture locale et patrimoine

### Lieux et monuments

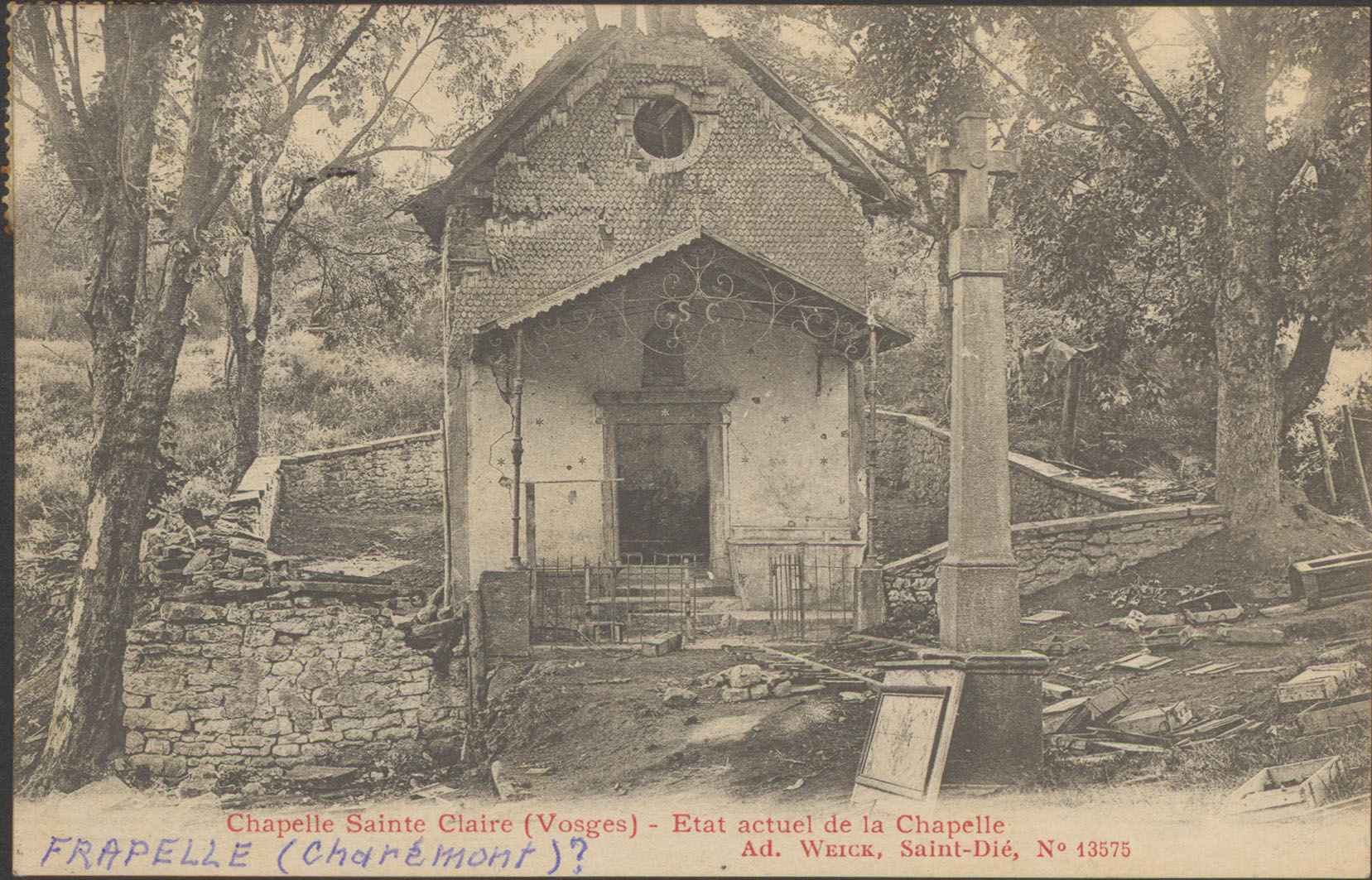
Chapelle Sainte-Claire dans le hameau de Charémont (carte postale Adolphe Weick), entre 1880 et 1945.
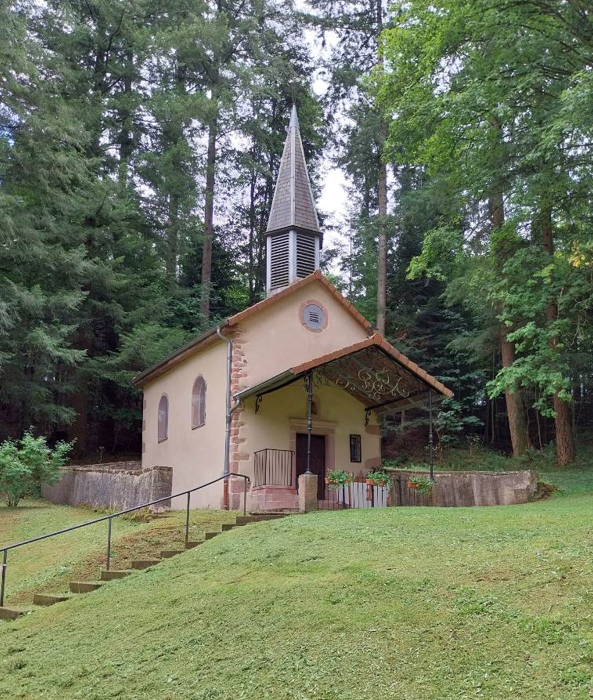
Chapelle Sainte-Claire.
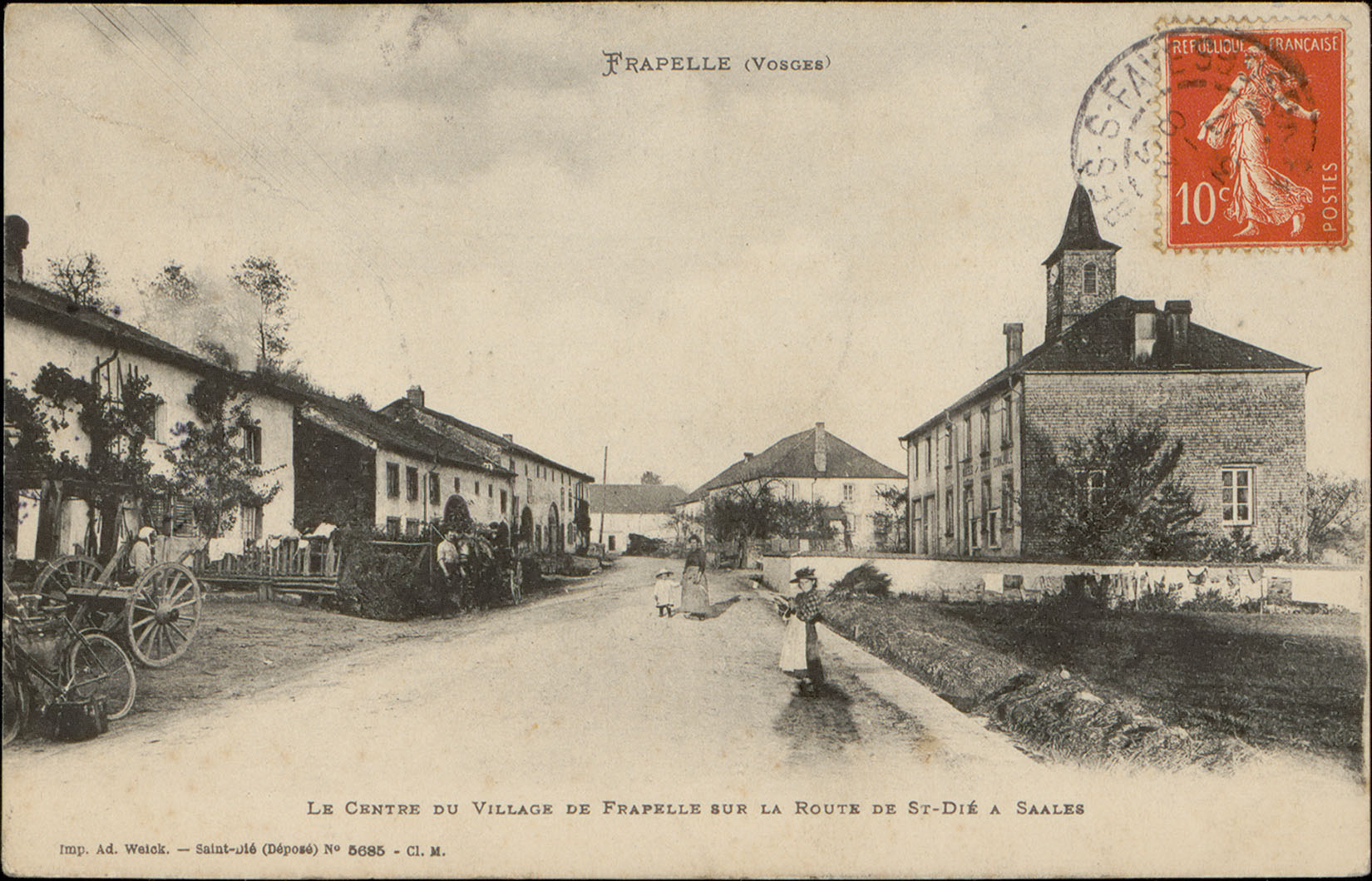
Carte postale représentant le centre du village de Frapelle sur la route de St-Dié à Saales (Adolphe Weick), entre 1880 et 1945.
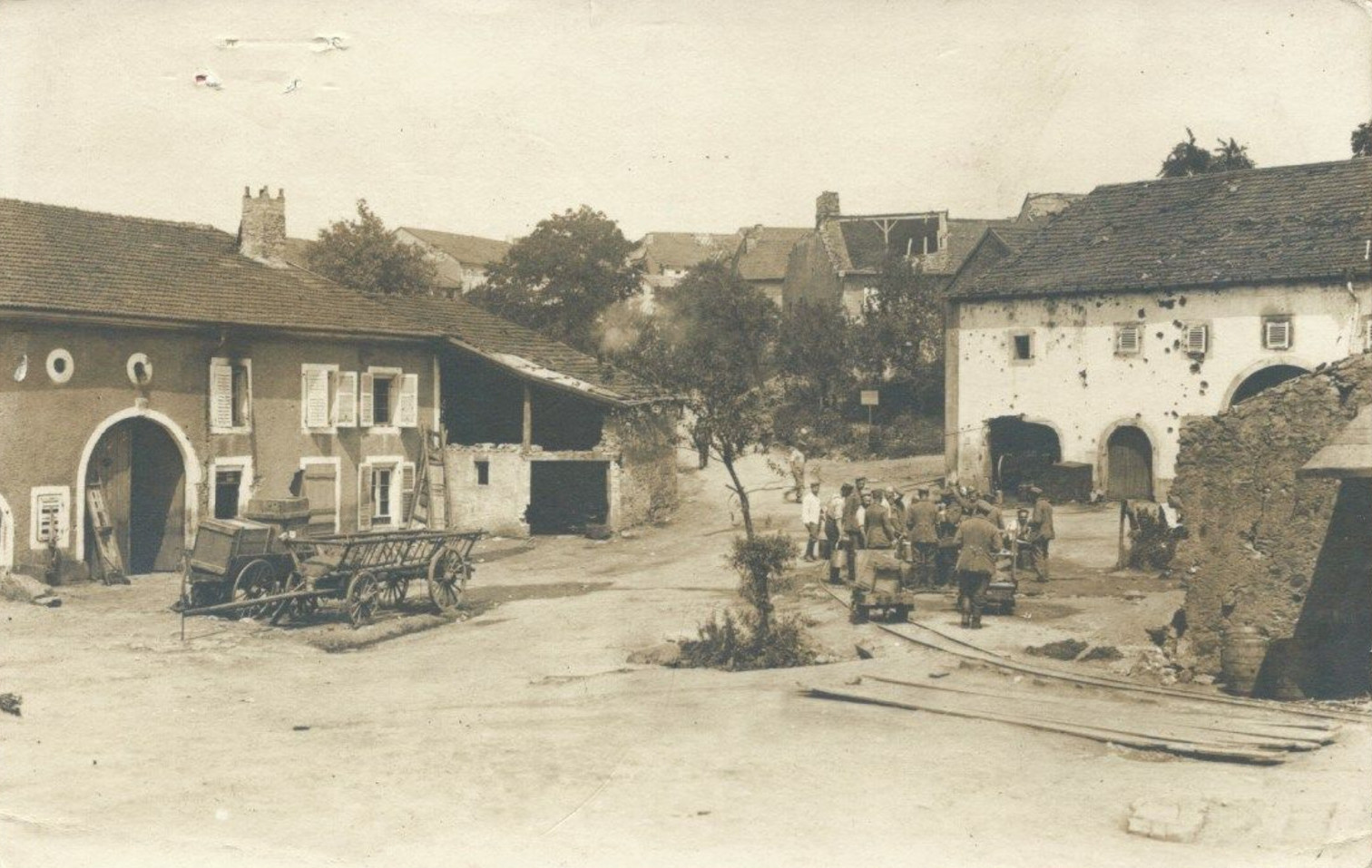
Frapelle entre 1914 et 1918.

- La chapelle Sainte-Claire à Charémont, bâtie au XIVe siècle et restaurée[35] et la fontaine[36].
- Champ de bataille 1914-1918[37].
- Monuments commémoratifs :
  - Monument aux morts commémoratif de la guerre 1914-1918[38],[39].
  - Plaque commémorative à la mairie[40],[41].
  - Bertrimoutier : Monuments aux Morts 1914-1918 et 1939-1945 (Aux Morts des sept communes de la Grande Paroisse - Bertrimoutier, Combrimont, Frapelle, Lesseux, Neuvillers-sur-Fave, Pair-et-Grandrupt, Raves)[42].
- Les rivières aménagées : aqueducs d'irrigation[43],[44].
- Patrimoine architectural rural recensé par le service de l'Inventaire général du patrimoine culturel[45],[46],[47].

### Personnalités liées à la commune
- Médaillé de Sainte-Hélène : Nicolas François Mathieu[48].

### Héraldique, logotype et devise
Commune sans blason.

## Pour approfondir